# Grimme-Preis 2023
Der Grimme-Preis 2023 war die 59. Verleihung des deutschen Fernsehpreises Grimme-Preis, die vom Grimme-Institut durchgeführt wurde. Am 19. Januar 2023 wurden die Nominierungen veröffentlicht. Die Preisträger wurden am 21. März 2023 bekanntgegeben, die Preisverleihung fand am 21. April 2023 im Theater Marl statt und wurde von Jo Schück moderiert.

## Nominierungen und Preisträger
Insgesamt wurden ursprünglich 69 Produktionen und Einzelleistungen in vier Kategorien für den 59. Grimme-Preis nominiert, die aus über 780 Einreichungen ausgewählt wurden. Ende Januar 2023 wurden zwei Produktionen nachnominiert, damit befanden sich 71 Produktionen in der Endauswahl.

### Fiktion

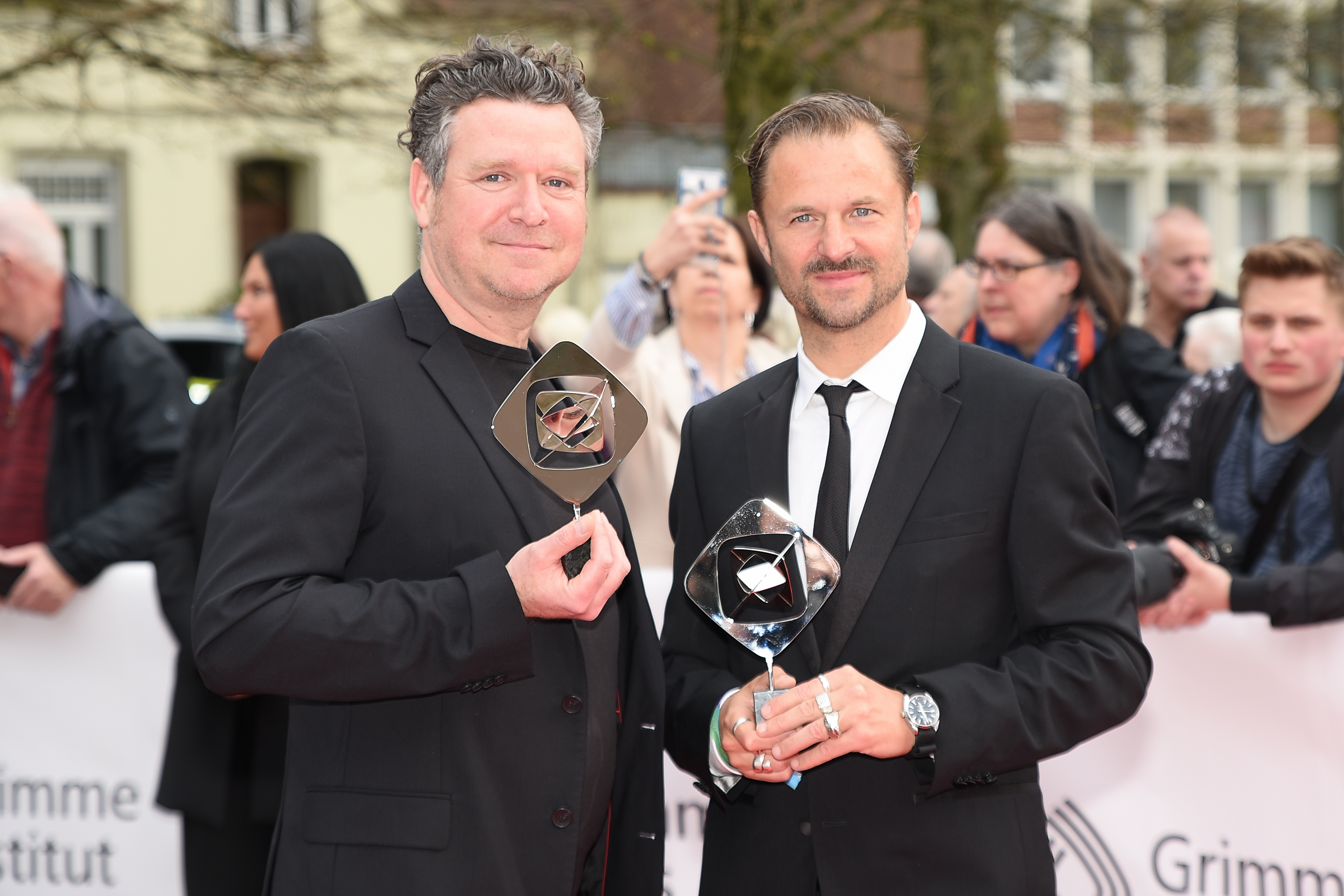
Magnus Vattrodt und Philipp Hochmair

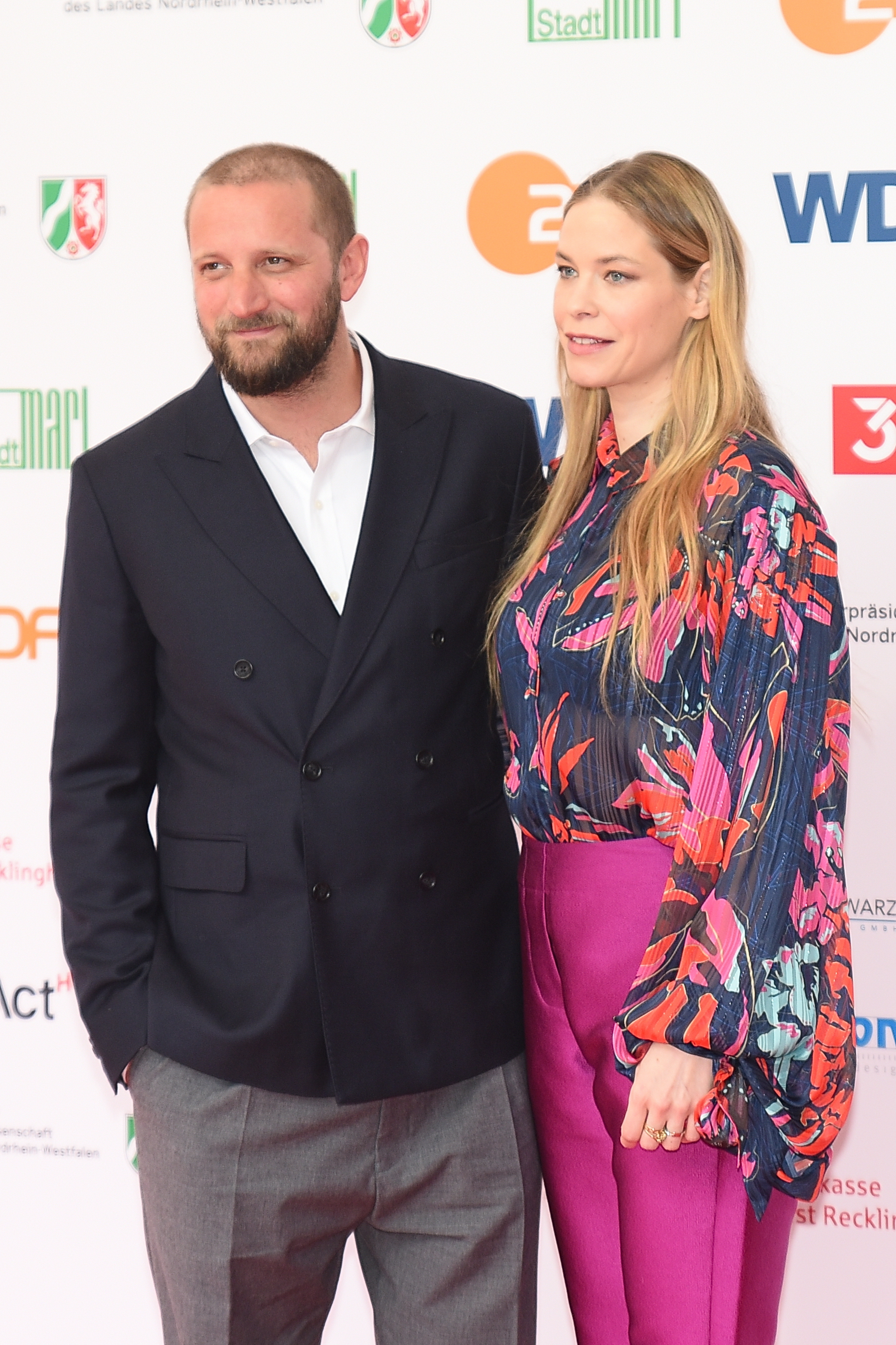
Jano Ben Chaabane und Elena Senft

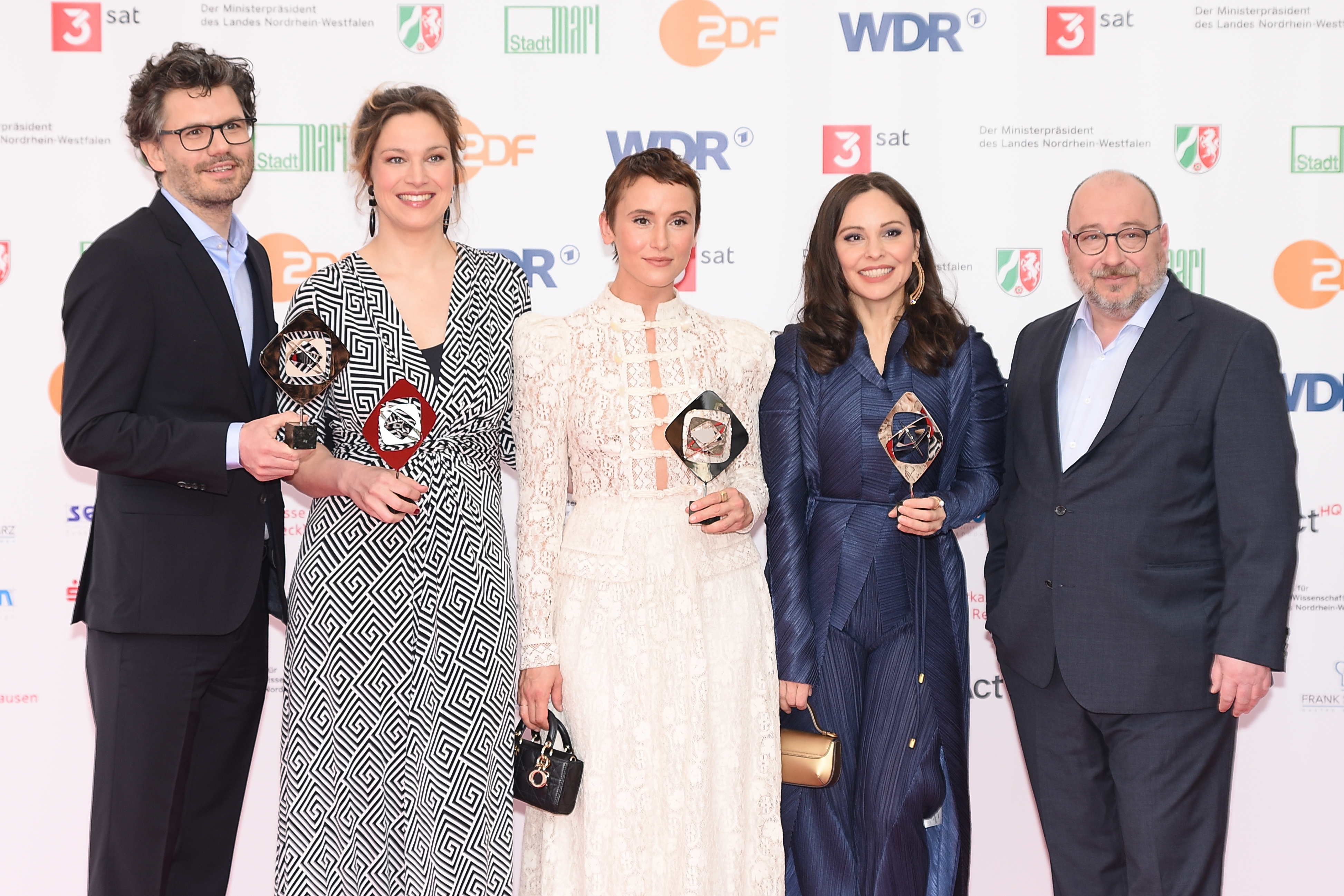
Jens Wischnewski, Franziska Hartmann, Peri Baumeister, Mina Tander und Orkun Ertener

- Die Wannseekonferenz – Matti Geschonneck (Regie), Paul Mommertz und Magnus Vattrodt (Buch), Philipp Hochmair (Darstellung, stellvertretend für das Ensemble) (Constantin Television für ZDF)
- Im Feuer – Zwei Schwestern – Daphne Charizani (Buch/Regie), Almila Bagriacik (Darstellung, stellvertretend für das Ensemble) (Pallas Film/Match Factory Productions/View Master Films für ZDF – Das kleine Fernsehspiel/ERT/ARTE)
- Kleo – Hanno Hackfort, Bob Konrad, Richard Kropf, Elena Senft (Buch), Viviane Andereggen und Jano Ben Chaabane (Regie), Jella Haase (Darstellung) (Zeitsprung Pictures für Netflix)
- Neuland – Orkun Ertener (Buch/Produktion), Jens Wischnewski (Regie), Peri Baumeister, Franziska Hartmann, Anneke Kim Sarnau und Mina Tander (Darstellung) (Odeon Fiction für ZDF) – nachnominiert[3]
  - 1899 (Dark Ways für Netflix)
  - Am Ende der Worte (klinkerfilm production für NDR)
  - Die Bürgermeisterin (Network Movie Film- und Fernsehproduktion für ZDF)
  - Exil (Komplizen Film für WDR/ARTE)
  - Fett und Fett (Staffel 2) (Trimafilm/Network Movie Film- und Fernsehproduktion für ZDF/ZDFneo)
  - Himmel & Erde – Небо та Земля (Studio Zentral für ZDF/ZDFneo)
  - Honecker und der Pastor (Radio Doria Film für ZDF/ARTE)
  - Hübsches Gesicht (MOOVIE für RTL+)
  - Kalt (kineo Filmproduktion für WDR)
  - Oh Hell (good friends Filmproduktion für Magenta TV/Warner TV Comedy)
  - Safe (Claussen + Putz Filmproduktion für ZDF/ZDFneo)
  - Schlaf (Junafilm für ZDF)
  - So laut du kannst (Relevant Film Produktion für ZDF)
  - Ze Network (Syrreal Entertainment/CBS Studios für RTL+)

Spezial
- Caroline Link
  - Manuel Nevosad für das Lichtdesign in Riesending – Jede Stunde zählt (Senator Film für BR/ARD Degeto/SWR/SRF/ServusTV)
  - Nina Gummich für die darstellerische Leistung in Alice (Neue Schönhauser Filmproduktion für rbb/WDR/ARD Degeto)

### Information & Kultur
- Atomkraft Forever – Carsten Rau (Buch/Regie), Andrzej Król (Bildgestaltung) (PIER 53 Filmproduktion für SWR/NDR)[4]
- Die Story im Ersten: Leben nach Butscha – Trauma und Hoffnung – Marcus Lenz und Mila Teshaieva (Buch/Regie) (Wildfilms für WDR)
- The Other Side of the River – Antonia Kilian (Buch/Regie) (Doppelplusultra Filmproduktion/Pink Shadow Films/Greenlity OY für ARTE)
- Unrecht und Widerstand – Romani Rose und die Bürgerrechtsbewegung – Peter Nestler (Buch/Regie) (strandfilm/Navigator Film für ZDF/3sat)
  - Alles ist eins. Außer der 0. (Interzone Pictures für NDR)
  - Bettina (solo:film für rbb)
  - Chaddr – Unter uns der Fluss (Karbe Film für NDR)
  - Endlich Tacheles (HANFGARN & UFER Filmproduktion/Schramm Matthes Film für ZDF/3sat/WDR)
  - Geld für Mutter nach Simbabwe (Ma.ja.de Filmproduktion/STEPS für ZDF/ARTE)
  - Genderation (Hyena Films für ZDF/3sat)
  - Gladbeck: Das Geiseldrama (Film Five für Netflix)
  - Habermas – Philosoph und Europäer (Vincent Productions für ZDF/ARTE)
  - Melodie Raum 222 (zischlermann filmproduktion/AP Produktion für ZDF/ZDF – Das kleine Fernsehspiel)
  - Mensch Horst (Unterholz Filmkollektiv für rbb)
  - Mission Kabul-Luftbrücke (DOCDAYS Productions für rbb)
  - Nachspiel (Corso Film/Christoph Hübner Filmproduktion für WDR)
  - Sommerfahrt – Zeit heilt keine Wunden (Südkino Filmproduktion für WDR)
  - Spuren und Wunden der NSU-Morde (Ma.ja.de Filmproduktion für ZDF/ARTE)
  - Die Autobahn – Kampf um die A49 (Sternfilm für WDR) – nachnominiert[3]

Spezial
- Hajo Seppelt und Team für das Konzept der Dokumentation Wie Gott uns schuf. Coming Out in der katholischen Kirche und des dazugehörigen Online-Begleitprojekts (EyeOpening Media für rbb/SWR/NDR)
- Jagoda Marinić für die außergewöhnliche Gesprächsführung in Das Buch meines Lebens (Westend Film & TV für ZDF/ARTE)

Journalistische Leistung

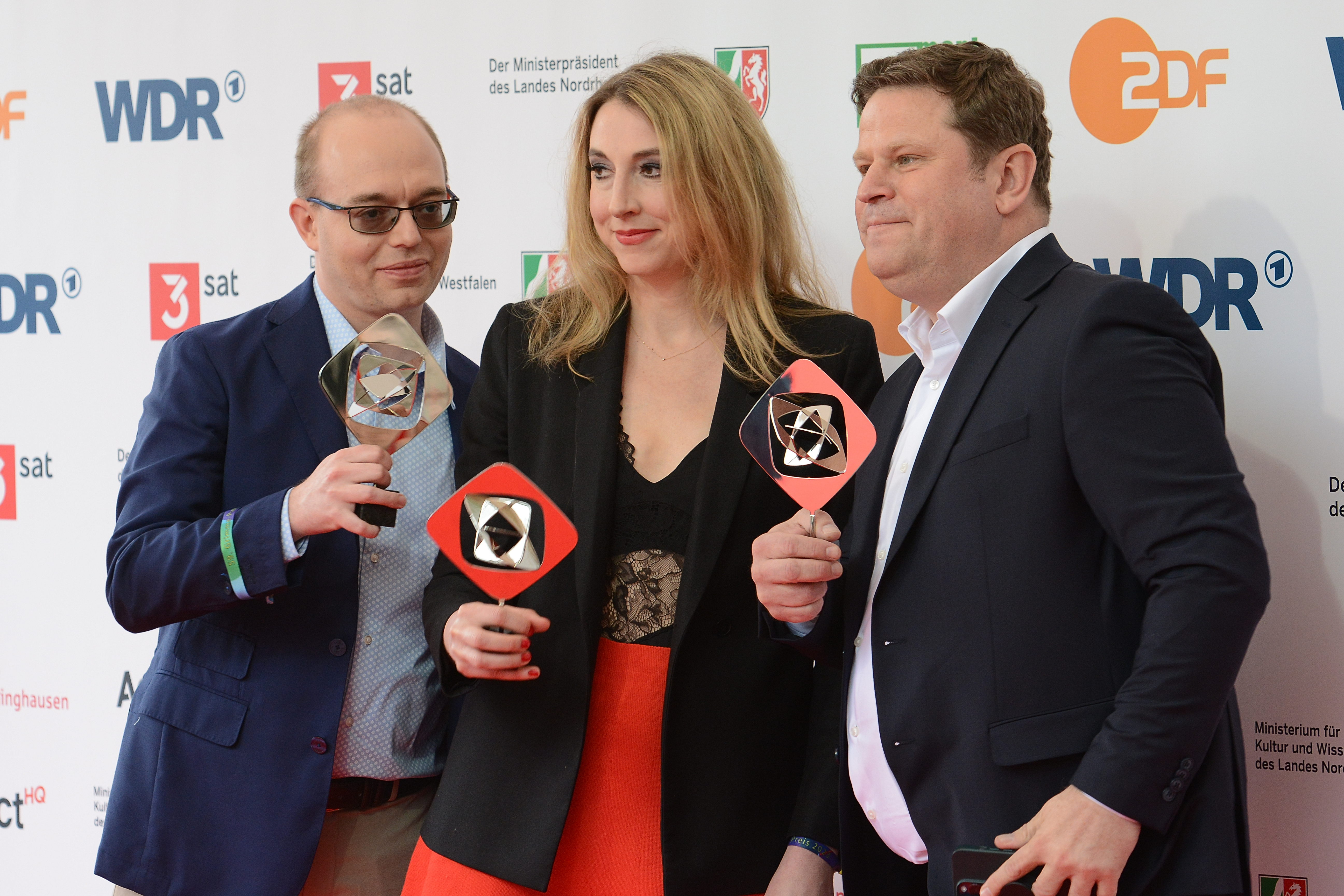
Silvio Duwe, Lisa Wandt und Georg Heil

- Die Redaktion von Kontraste für die kontinuierlichen investigativen Recherchen zu Randthemen des Rechtsradikalismus (rbb) – Silvio Duwe, Georg Heil und Lisa Wandt stellvertretend für die Redaktion
  - Golineh Atai für ihre Berichterstattung aus der arabischen Welt (ZDF)
  - Katrin Eigendorf für die singuläre Arbeit als Kriegsreporterin in der Ukraine (ZDF)

### Unterhaltung
- ZDF Magazin Royale – Jan Böhmermann und Hanna Herbst (Redaktionsleitung), Markus Hennig (Headautor), Julia Thiel (Executive Producerin), Constantin Timm (Creative Producer)  (Unterhaltungsfernsehen Ehrenfeld für ZDF)
- Zum Schwarzwälder Hirsch – Eine außergewöhnliche Küchencrew und Tim Mälzer – Sascha Gröhl (Produktion/Regie), André Dietz und Tim Mälzer (Mentor) (Vitamedia Film für VOX)
  - ANDAZ – Der diverse Talk (GermanDream für WDR)
  - Down the Road – Eine ganz besondere Abenteuerreise (SEO Entertainment/Roses Are Blue für SWR)
  - Gedankenpalast (Turbokultur für BR)
  - Music Impossible – Mein Song. Dein Sound. (DEF Media für ZDF)
  - Normaloland (PSSST! Film für ZDF/ZDF – Das kleine Fernsehspiel)

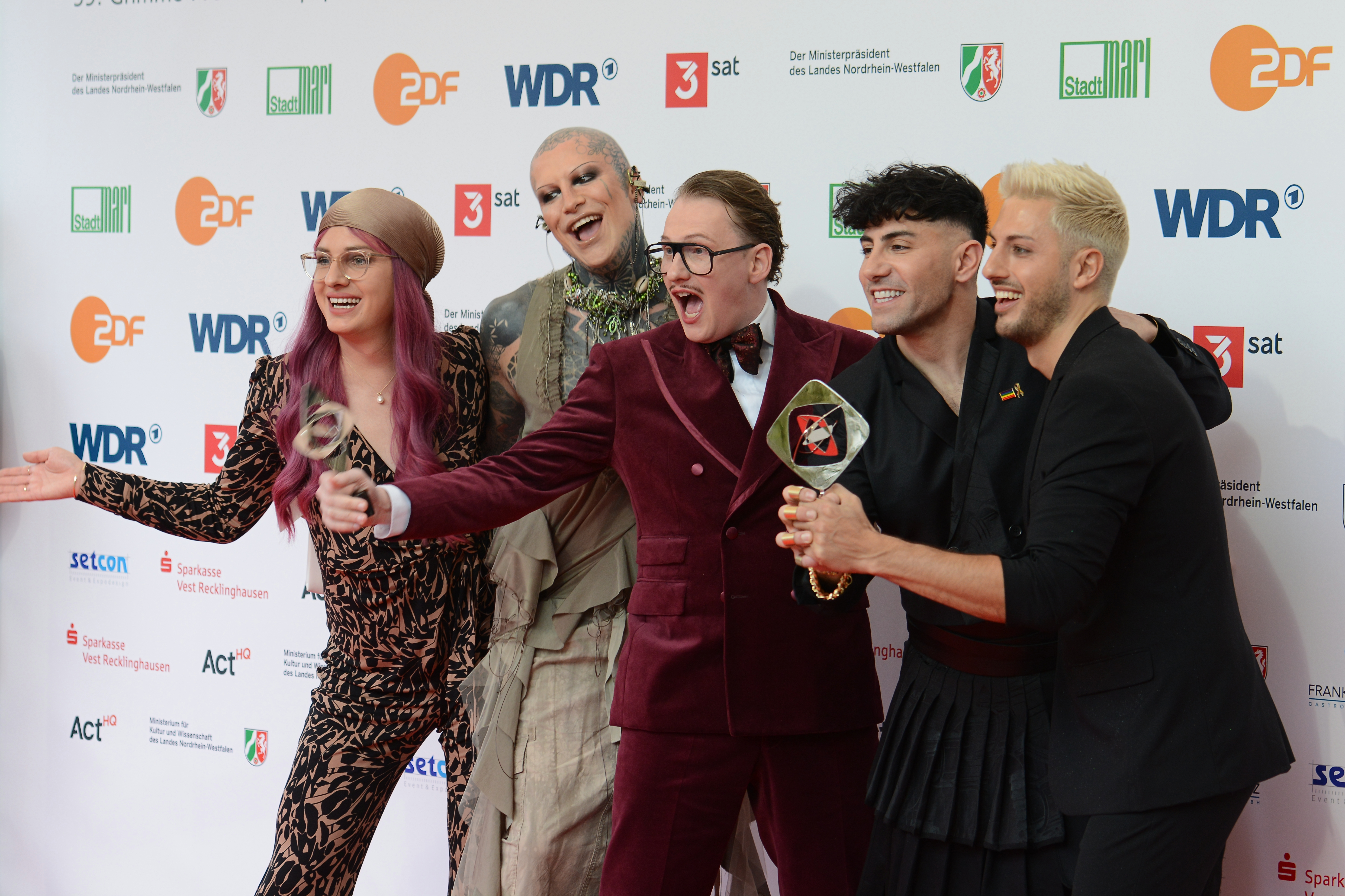
Queer Eye Germany

  - Queer Eye Germany (ITV Studios Germany für Netflix)
  - Szene Report (sendefähig für ARD Kultur)

Spezial
- Queer Eye Germany (ITV Studios Germany für Netflix) – Leni Bolt, Avi Jakobs, Aljosha Muttardi, Jan-Henrik Scheper-Stuke, Ayan Yuruk (Host) für die Ensembleleistung
  - Joko & Klaas 15 Minuten Live: Aufmerksamkeit für #IranRevolution

### Kinder & Jugend
Kinder

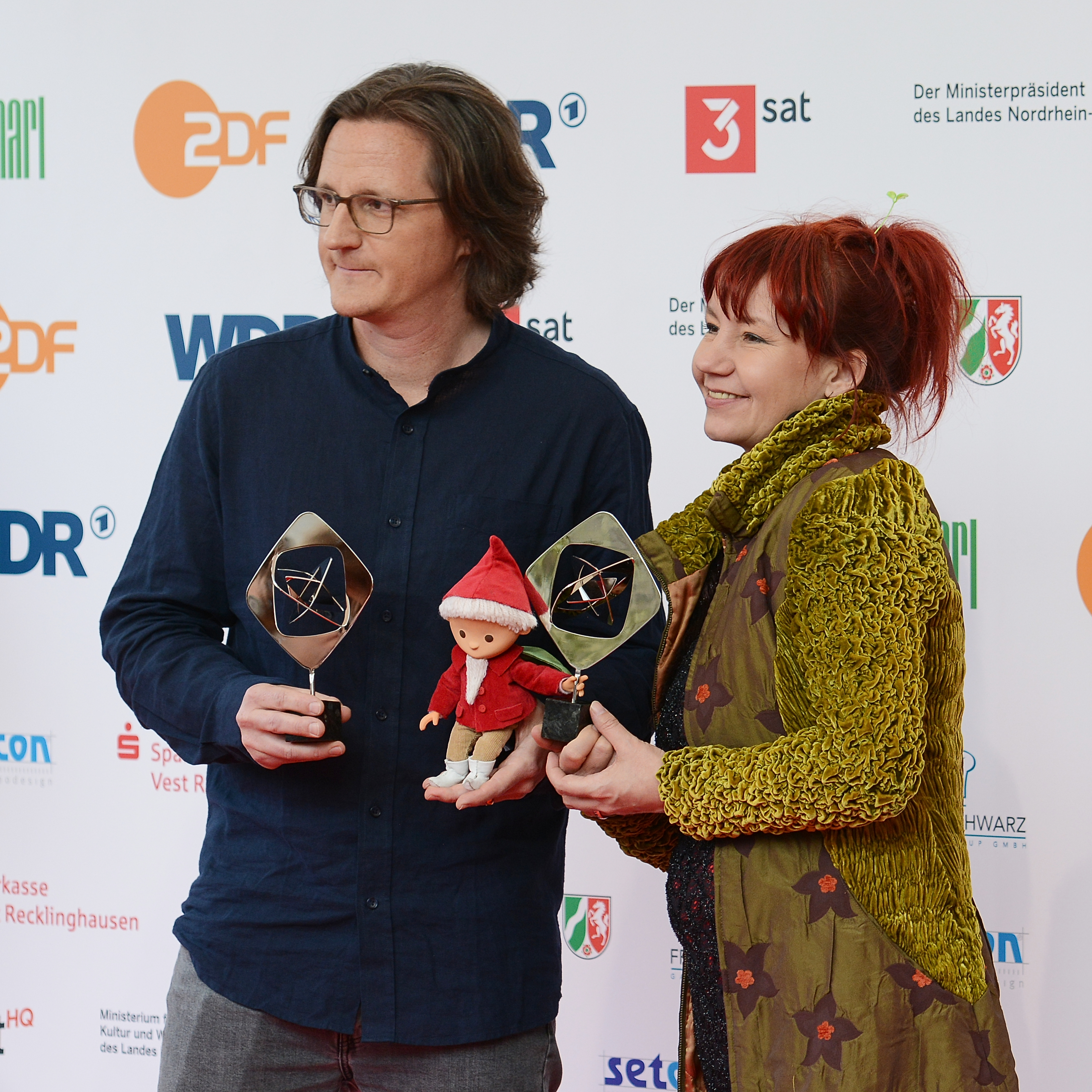
Stefan Schomerus und Tine Kluth

- Sandmann-Rahmen: Recycling-Fahrzeug – Stefan Schomerus (Buch/Regie), Tine Kluth (Animation) (ANDERTHALB Medienproduktion für rbb)
  - Die Abenteuer von Neema und Joshua (FF-movie tv für SWR)
  - Die Sendung mit dem Elefanten – Warum gibt es unterschiedliche Hautfarben? (WDR/KiKA)
  - Schau in meine Welt!: #Ukraine – mein Land im Krieg (BlindCat Documentary für Radio Bremen/rbb/hr/SWR/MDR/KiKA)
  - TickTack Zeitreise mit Lisa & Lena: DDR und BRD – das geteilte Deutschland (tvision für SWR)

Jugend
- Smypathisch – Marie Lina Smyrek (Creatorin/Host) (whylder für funk)
  - Ab 18! – Following Valeria (Chromosom Film für ZDF/3sat)
  - Die Frage: Heute muss ich ihm vor Gericht gegenübertreten | Macht Knast krimineller? #1 (BR/funk)
  - Futur Drei (Jünglinge Film/Jost Hering Filme/Iconoclast Germany/La Mosca Bianca Films)
  - Hypeculture (BANKproduziert (6ANK) für funk)
  - Science for Future (i&u für SWR)

Spezial

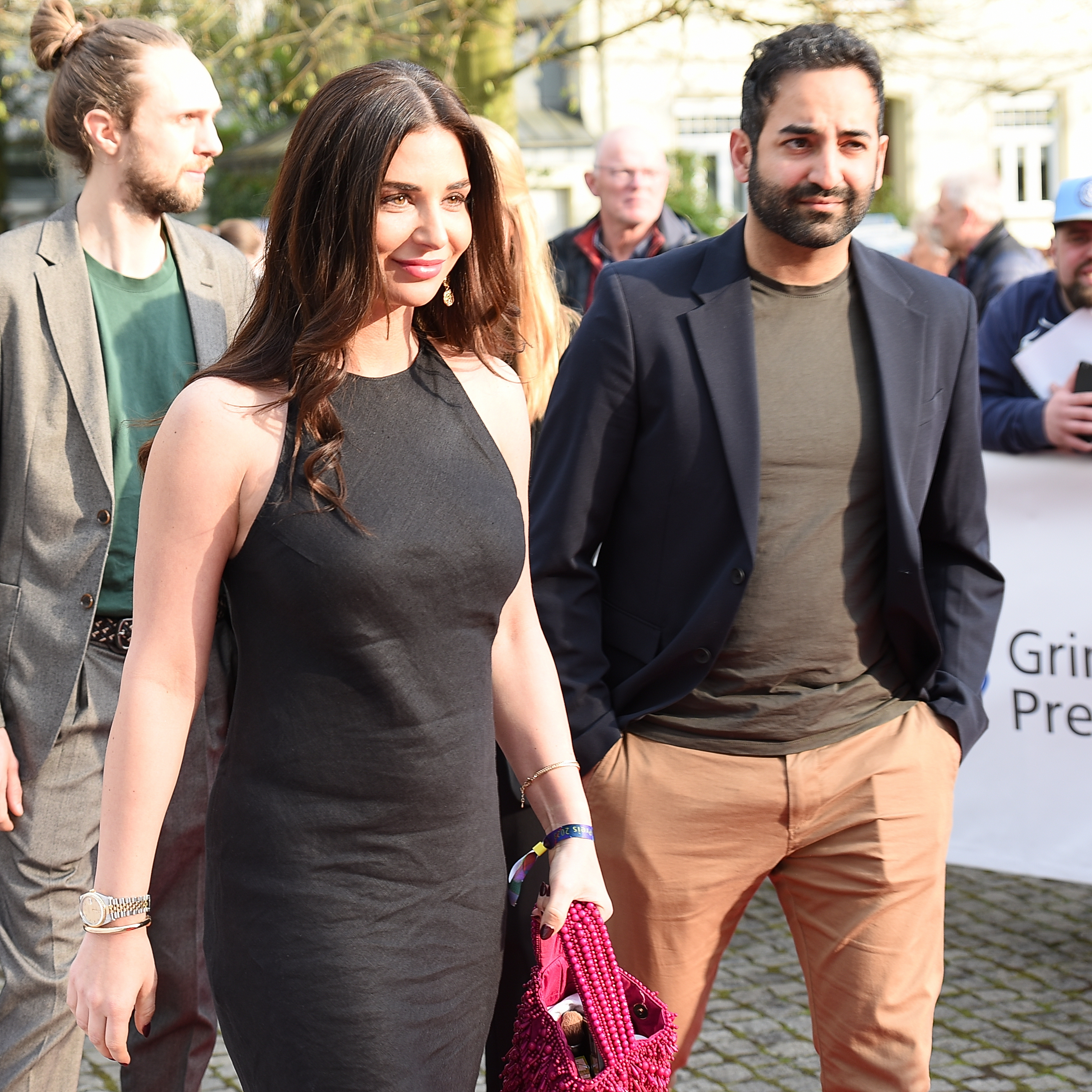
Mariam Noori und Armin Ghassim

- STRG_F bei den Taliban: Warum finden Menschen sie gut? – Armin Ghassim, Mariam Noori, Zita Zengerling für die sehr differenzierte Auseinandersetzung mit Afghanistan (NDR/funk)
  - Hype für die besondere Form als Rap-Musical-Serie (Picture Me Rollin'/eitelsonnenschein für WDR)
  - Rudis Rabenteuer für die Präsentation origineller Einzelstücke (studio.tv.film für ZDF/KiKA)
  - Coldmirror als prägende Internet-Persönlichkeit mit hochwertigen und innovativen Inhalten (hr/funk)
  - Fritzi Ngceni für Kostüm und Szenenbild für „Mysterium“ (TV60 Filmproduktion für BR)
  - Lea Drinda für ihre herausragende darstellerische Leistung in „Becoming Charlie“ (U5 Filmproduktion für ZDF/ZDFneo)

### Publikumspreis der Marler Gruppe
- Zum Schwarzwälder Hirsch – eine außergewöhnliche Küchencrew und Tim Mälzer – Sascha Gröhl (Produktion/Regie), André Dietz und Tim Mälzer (Mentor) (Vitamedia Film für VOX)

### Preis der Studierendenjury

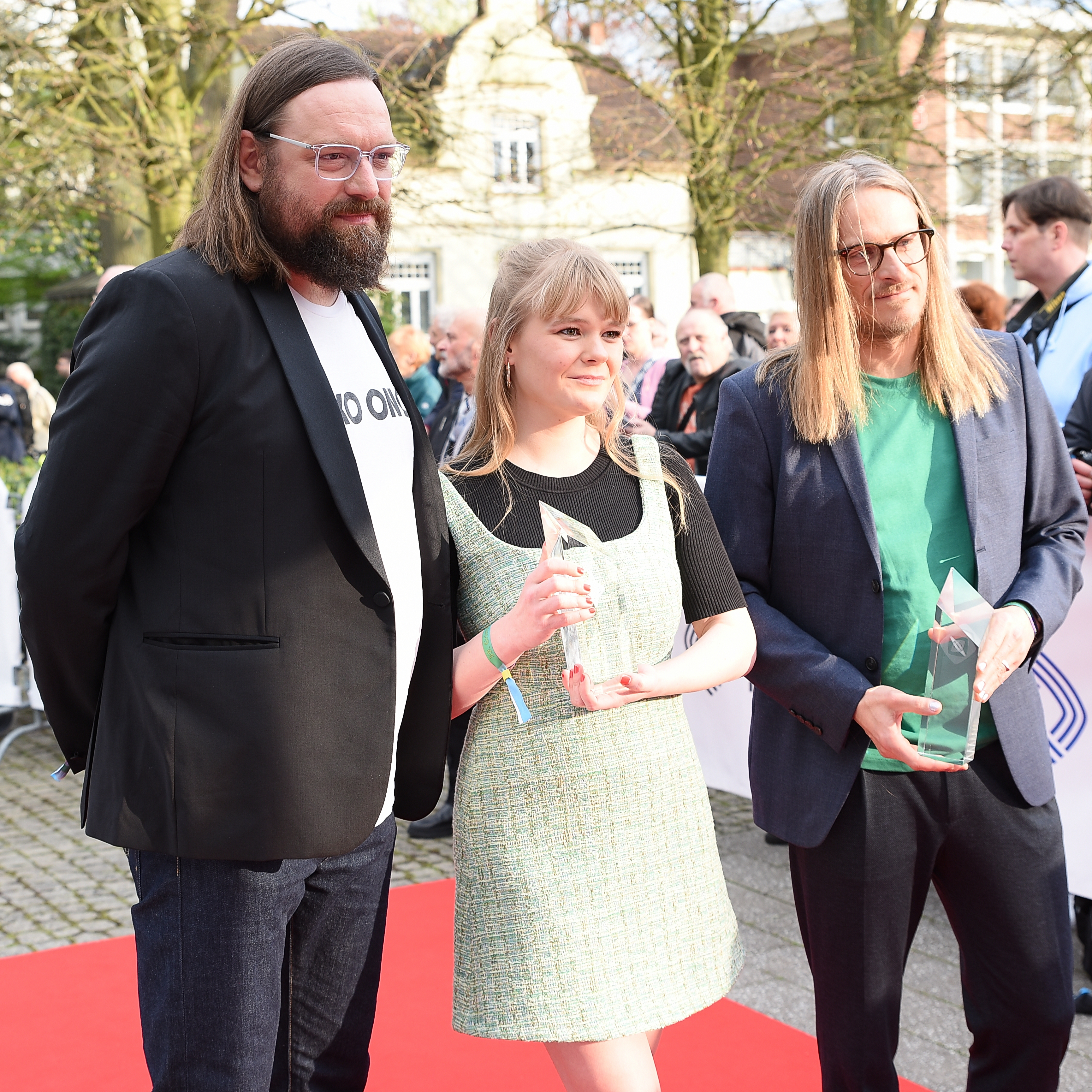
Michael Venus, Gro Swantje Kohlhof und Thomas Friedrich

- Schlaf – Thomas Friedrich (Buch), Michael Venus (Buch/Regie), Gro Swantje Kohlhof und August Schmölzer (Darstellung) (Junafilm für ZDF/ZDF – Das kleine Fernsehspiel)

### Besondere Ehrung des Deutschen Volkshochschul-Verbandes

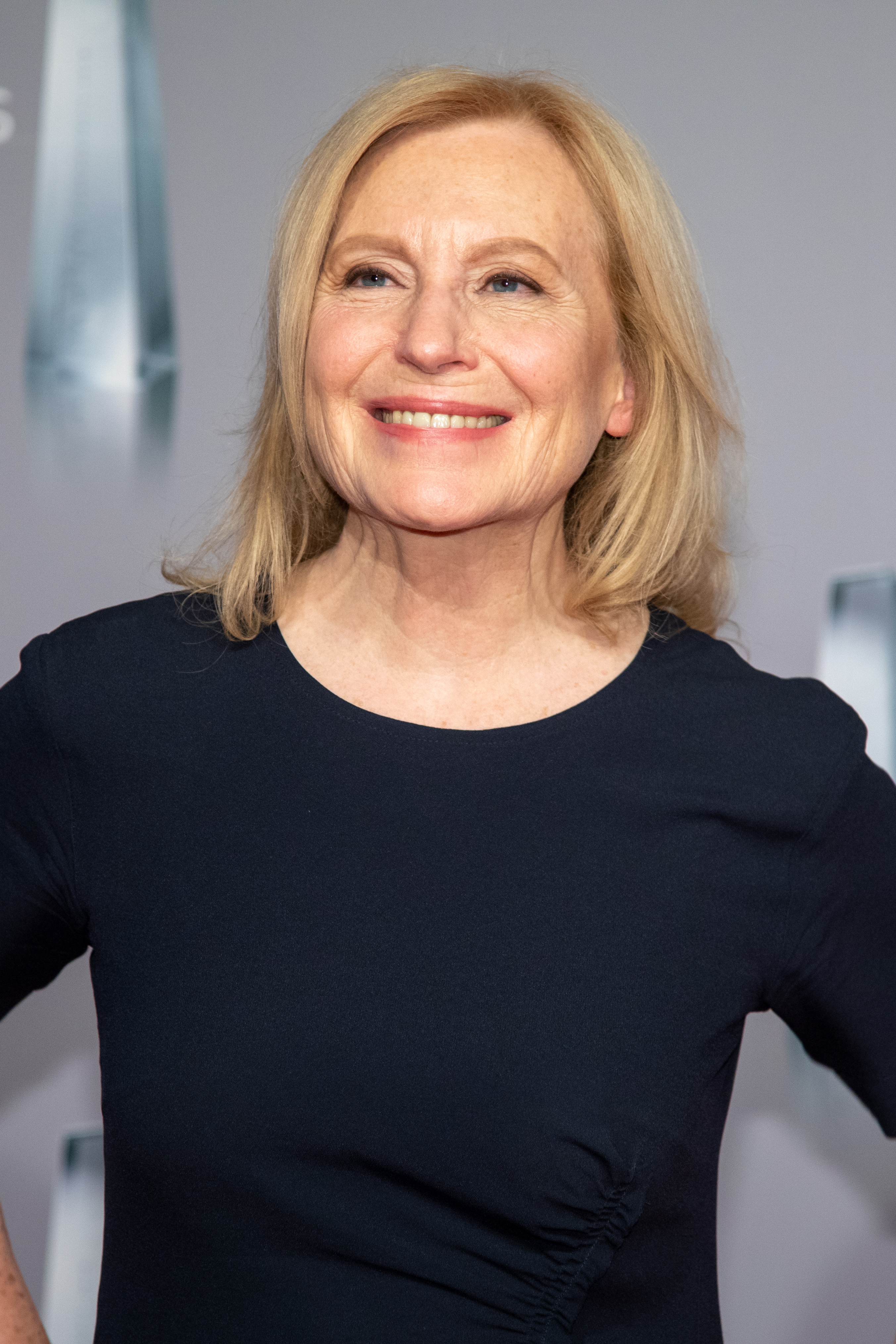
Als „Pionierin der deutschen Fernsehgeschichte“ erhält Maren Kroymann den Sonderpreis des Grimme-Instituts.

- Als „Pionierin der deutschen Fernsehgeschichte“ erhält Maren Kroymann den Sonderpreis des Grimme-Instituts.Maren Kroymann[5][6]